# Best Night Ever
Best Night Ever é um filme de comédia americano de 2013, gravado e dirigido por Jason Friedberg e Aaron Seltzer e produzido por Jason Blum, Friedberg e Seltzer. Tem um 0% de classificação no Rotten Tomatoes com base em 13 comentários.

## Sinopse
Quatro jovens mulheres têm uma série de aventuras selvagens e estridentes durante uma festa de despedida em Las Vegas.

## Elenco
- Desiree Hall como Claire
- Eddie Ritchard como Zoe
- Samantha Colburn como Leslie
- Crista Flanagan como Janet